# 上砂川支線
上砂川支線（日语：／ Kamisunagawa shisen */?）是北海道旅客鐵道函館本線的其中一條支線，現已廢除。路線連接北海道砂川市的砂川站至北海道空知郡上砂川町的上砂川站。

## 路線資料
- 路線距離（營業距離）：砂川站 - 上砂川站之間 (7.3公里)
- 軌距：1,067 毫米（狹軌）
- 車站數目：5個（包含起終點站）
- 雙線區間：沒有（全線單線）
- 電氣化區間：沒有（全線非電氣化）
- 閉塞方式：Staff閉塞式（全線1閉塞）

## 概要

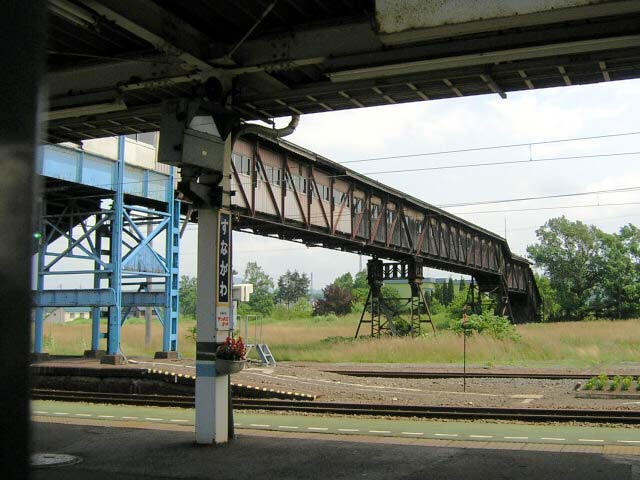
砂川站的上砂川支線月台。月台距離函館本線較遠，中間曾經有許多側線。當中有一條很長的跨線橋連接不同的月台。現時站內上砂川支線部分設施已經拆毀。

起初，三井礦山合名會社為了運送三井砂川煤礦的煤炭，由三井會社將土地贈與鐵道院並捐助資金，由鐵道院建設屬於國鐵的專用線。在1917年（大正6年）7月獲得鐵道院批准上述條件與許可。後來為了開辦客運服務，本線在1926年（大正15年）編入函館本線。
後來基於國鐵再建法指定特定地方交通線。但是上砂川支線被認定為「函館本線的一部分」，其運輸密度與函館本線一併計算。因此，它不僅沒有被指定為特定地方交通線，也不是地方交通線，而是被當作幹線被保留下來。其實單獨計算上砂川支線的貨物運輸密度，其並未達到幹線標準（貨物運輸密度4,000噸以上）；當時三井砂川煤礦的年產煤量約為100萬噸。
隨著國鐵分割民營化，上砂川支線由JR北海道繼承。但由於煤礦關閉而停止了貨運服務，沿線人口減少則使客運量減少，最後上砂川支線被廢止；這是JR北海道成立以來首次廢止「幹線」。由於廢線前，北海道中央巴士已經有與鐵路線平行的巴士路線（歌志內線、上砂川線），因此廢線時並未新設大眾交通替代服務。
另一方面，與上砂川支線幾乎平行的歌志內線，雖然其客運和貨運量都高於上砂川支線，卻在1988年（昭和63年）被廢止。這兩條路線皆以砂川站為起點，相距最近的地方僅有一公里，都是以煤炭運輸為主的路線。然而，上砂川支線被視為函館本線的支線而得以存續，而歌志內線則因線路名稱為獨立路線而被廢止。這被視為是認定特定地方交通線時的僵化例子。

## 運行概要
截至1959年5月1日，每日設有19個往返班次
截至1986年11月1日時間表修正時的客運列車
- 運行班次：每日6往返班次（於早上6、7，下午2、4、6、8時時段行走）
- 所需時間：全線下行需時16分鐘，上行需時13分鐘
在末期，前往上砂川的首班列車通過下鶉和東鶉。

## 使用車輛

### 民營化後
在一段時間，早上繁忙時間會有KiHa56形+KiHa27形2卡編成。其餘時間由KiHa54形500番台行走。後來KiHa54形被KiHa40形100番台取代。在一人控制化以後，使用KiHa22形700番台。在末期使用KiHa40形700番台。另外，在一人控制化以後的車輛中，KiHa22形700番台來自苫小牧運輸所，KiHa40形700番台來自旭川運輸所。

## 歷史
- 1918年（大正7年）11月5日：三井礦山砂川煤礦專用線[注 2]啟用[注 3]。工程在1919年（大正8年）6月完成。
- 1926年（大正15年）8月1日：砂川煤礦專用線編入至國有鐵道函館本線，成為上砂川支線，開始客運服務[6][7]。新設上砂川站[8][9]。
- 1948年（昭和23年）12月1日：新設鶉臨時乘降場[10]。
- 1953年（昭和28年）10月1日：鶉臨時乘降場升級至車站[8]。
- 1959年（昭和34年）
  - 5月1日：新設下鶉臨時乘降場。客運列車開始使用柴油列車。鐵路線上開始客運和貨運列車分離。
  - 12月18日：下鶉臨時乘降場升級至車站[8]。新設東鶉站[8]。
- 1960年（昭和35年）7月1日：所有列車均使用柴油列車行走[6]。
- 1975年（昭和50年）11月4日：在D51 603最後一次行走此路線後，路線上再沒有蒸氣機車行走。
- 1987年（昭和62年）
  - 3月24日：結束所有貨運班次[11]。
  - 4月1日：隨著國鐵分割民營化，北海道旅客鐵道（JR北海道）承繼第一種鐵道事業者。日本貨物鐵道（JR貨物）承繼第二種鐵道事業者。
- 1990年（平成2年）3月10日：開始一人控制。
- 1992年（平成4年）4月1日：JR貨物的第二種鐵道事業廢除。
- 1994年（平成6年）5月16日：全線廢除[6][7]，由北海道中央巴士（日语：北海道中央バス）現有路線替代服務。下鶉、鶉、東鶉、上砂川各站廢除[8]。

## 車站列表
- 所有車站位於北海道（空知支廳內）內。
- 整個區間為單線，所有車站不可列車交會。

| 中文站名 | 日文站名 | 英文站名      | 站間距離 | 營業距離 | 接續路線                 | 所在地         |
| -------- | -------- | ------------- | -------- | -------- | ------------------------ | -------------- |
| 砂川     | 砂川     | Sunagawa      | -        | 0.0      | 北海道旅客鐵道：函館本線 | 砂川市         |
| 下鶉     | 下鶉     | Shimo-Uzura   | 3.7      | 3.7      |                          | 空知郡上砂川町 |
| 鶉       | 鶉       | Uzura         | 0.8      | 4.5      |                          | 空知郡上砂川町 |
| 東鶉     | 東鶉     | Higashi-Uzura | 1.3      | 5.8      |                          | 空知郡上砂川町 |
| 上砂川   | 上砂川   | Kami-Sunagawa | 1.5      | 7.3      |                          | 空知郡上砂川町 |

### 過去接續路線
在上砂川線廢除前已經率先廢除。
- 砂川站：歌志內線 - 1988年4月25日廢除

## 注腳

### 書籍
- 石野哲（編集長）. . JTB出版. 1998-09-19. ISBN 978-4-533-02980-6. ISBN 4-533-02980-9 （日语）.
- 田中和夫（日语：田中和夫）（監修）. . 上卷 國鐵、JR線. 北海道新聞社（編集）. 2002-07-15: 212–219頁、311–319頁. ISBN 978-4-89453-220-5. ISBN 4-89453-220-4 （日语）.
- 今尾惠介（監修）. . 新潮「旅」ムック 1號・北海道. 新潮社. 2008-05-17. ISBN 978-4-10-790019-7. ISBN 4-10-790019-3 （日语）.

### 雜誌
- 日本國有鐵道北海道總局.  中. 鐵道弘濟會北海道分部: 161. 1980-10-31 （日语）.
- 21 (第7號（通卷247號）). 鉄道ジャーナル社: 103. 1987-06 （日语）.
- 上砂川町史編纂委員會. . 上砂川町: 213頁・633–635頁・1521頁. 1988-03 （日语）.
- 35 (第8號（通卷412號）). 交友社: 63頁. 1995-08-01 （日语）.

## 外部連結
- . 空知支廳.   [2008-01-20]. （原始内容存档于2008年1月20日） （日语）.
- .   [2005-01-13]. （原始内容存档于2005年1月13日） （日语）.